# ソコトラ空港
ソコトラ空港 (ソコトラくうこう、Arabic:مطار سقطرى) は、イエメンのソコトラ島にある空港である (IATA: SCT, ICAO: OYSQ)。アラビア海に浮かぶソコトラ諸島における、またその中心都市ハディブに通じる唯一の民間空港である。

## 概要
空港開港以前のソコトラ島は、ほとんど外界から遮断されていた。1年のうち5か月間は、海が荒天で荒れ、天然の港と呼べる場所もないため、本土と船舶で行き来ができなかった。そのため、地球上でも有数の到達困難かつ手付かずの土地と見なされていた。戦略的に極めて重要な位置にあるため諸島全域が軍の厳しい管理下に置かれ、既存の滑走路は軍事目的で使用されており、民間機はほとんど利用していなかった。
1999年7月に開港したソコトラ空港は、島の北海岸に位置し、首都ハディブから島の西部にある観光地へ向かう道路上にある。軍事目的で使用されているが、民間の航空機が定期的に発着している。その結果、島の経済は一気に活性化し、アスファルトの道路が整備され、港湾建設計画も始動した。こうした開発には、かつてない自然改造が伴なった。
イエメン内戦に周辺各国が介入を始めた後の2015年3月、民間航空輸送が停止された。2018年4月にはアラブ首長国連邦がソコトラ空港に上陸部隊を乗せた輸送機を送り込んだ。アラブ首長国連邦軍はソコトラ諸島に展開し、ソコトラ空港からイエメン兵を追い出して管理下に置いた。この事件に対しイエメンの首相府が、イエメンの主権に対する正当化できない攻撃であると非難する事態に発展したが、翌月にサウジアラビアの仲介によりイエメンに返還された。数週間後にソコトラ島がサイクロン・メクヌの被害を受けた際には、ソコトラ空港はエミレーツ航空などによる空路支援の拠点となった。2018年末に民間利用が再開された。

## 環境への影響
自然保護の観点からは、外来種が空港を経由して島に侵入してくることが懸念されている。道路整備の際には多くの場合環境への影響が考慮されず、また外界との交流が増えたことで、貴重で脆弱なソコトラ島の生態系バランスが脅かされている。

## 就航路線
1999年の開業以降、週に2本の頻度で旅客便がソコトラ空港とイエメン本土を行き来している。現在就航している路線は以下の通り。
| 航空会社       | 就航地                                                     |
| -------------- | ---------------------------------------------------------- |
| エア・アラビア | アブダビ                                                   |
| イエメニア     | アンマン（クイーン・アリア）, カイロ, ムカッラー, サユーン |